# Куракино (Невельский район)
Куракино — деревня в Невельском районе Псковской области. Входит в состав Ивановской волости. 
Расположена в 19 км к востоку от города Невель на автодороге Р51. 
Численность населения деревни в 2000 году составляла 37 человек, в 2011 году — 24 человека.